# Casa Lezama-Leguizamon
La casa Lezama-Leguizamón de Bilbao (Provincia de Vizcaya, España) fue finalizada en 1920, y es una muestra de la incursión del arquitecto bilbaíno Ricardo Bastida en el ámbito de la vivienda para la gran burguesía, en colaboración con José María Basterra. El edificio viene a representar la vocación decididamente burguesa y de vivienda de alto nivel de la Gran Vía en este tramo, a partir de la Plaza Moyúa, en detrimento de la función claramente económica y financiera del primer tramo de la calle. Con fecha 24 de noviembre de 2004, se declaró como Bien Cultural, con la categoría de Monumento, en el Inventario General del Patrimonio Cultura Vasco.

## Descripción
Se trata de un amplio edificio exento, ubicado en el último tramo de la Gran Vía. Surge entre una gran polémica por situarse en un solar que originalmente pertenecía al Parque del Ensanche. El edificio se eleva sobre una planta rectangular, de 64 metros de largo y 30 de fondo, cuyos ángulos están ocupados por grandes cuerpos semicirculares, rematados en torres que destacan en altura sobre el conjunto. Consta de planta semisótano y siete plantas de altura, la última de ellas retrasada.
El edificio se divide en dos partes desiguales: la mayor de ellas se corresponde con el número 60 de la Gran Vía, dispone de una escalera principal y otra de servicio, y dos grandes patios interiores; la menor, el número 58, dispone asimismo de escaleras principal y de servicio, y por el contrario, de un solo patio de características similares. Cada una de las partes conserva sus espacios de distribución interior y elementos de comunicación vertical tal como fueron diseñados, con todo su rico aparataje decorativo; que en coherencia con el aspecto exterior, hacen referencia a lenguajes clasicistas.
En alzado, el edificio muestra una estructura clásica de tres cuerpos. El cuerpo bajo consta de zócalo, que se corresponde con la planta semisótano, en diferente material, y dos niveles de vanos de diseño sencillo distribuido con ritmo diferente en la fachada lateral y posterior, mientras que en la principal se distribuyen respecto al acceso que ocupa las dos alturas. Sobre éste se eleva el cuerpo principal que abarca tres alturas, con la primera destacada como piso principal por la balaustrada pétrea continua que rodea el edificio en todo su perímetro. Este cuerpo central está rematado por una gruesa cornisa de ligero vuelo, que los separa del cuerpo superior. A este último corresponden la planta sexta, donde se abre una sucesión de arcadas de gran luz y diseño acarpanelado, y séptima, donde se formaliza el remate de los alzados con cuerpos en forma de torre en los ángulos y en las fachadas. Hasta aquí la descripción los distintos cuerpos fundamentales que componen los alzados, en donde destacan los remates de las torres circulares de los ángulos, y una fuerte percepción de una composición unitaria. No obstante, a pesar de esta primera percepción, las cuatro fachadas presentan matices en cuanto al diseño y forma de los vanos, la forma de ordenarlos, el ritmo que crean, los estilos, etc.

### Las torres

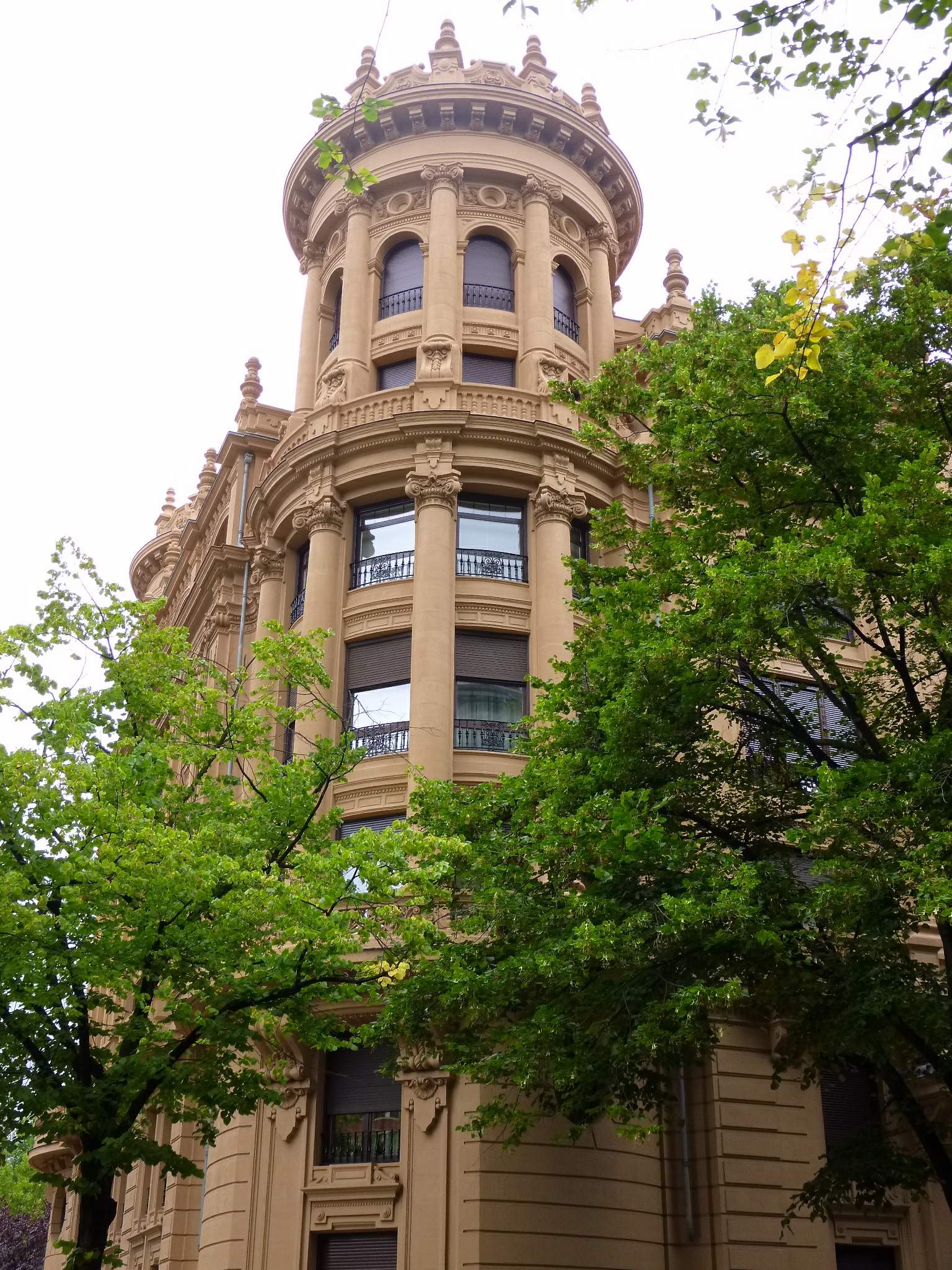
Detalle de una de las torres.

Del conjunto del volumen destacan los remates de las cuatro torres, de planta circular, con remate de gruesa balaustrada pétrea interrumpida por motivos con remate de jarrón por encima de una gruesa cornisa apoyada en sucesión de ménsulas. Los vanos de la planta baja, presentan un diseño sencillo en todos los casos, adintelado y con diferente ritmo en la fachada lateral y la posterior.

### Fachadas
En la fachada principal, la que da a la Gran Vía, el cuerpo bajo está dominado por la presencia de los dos accesos. Estos se abren en vano adintelado, ricamente decorado: del zócalo arrancan dos pilastras, de fuste cajeado con remate de voltas y guirnaldas, en las que apoya un gran frontón semicircular que avanza de la línea de fachada, albergando un óculo central con un motivo heráldico. En el cuerpo principal, los vanos se distribuyen rítmicamente entre pilastras de fuste cajeado que abarcan las tres alturas y rematan en un motivo de placas recortadas; las pilastras se sustituyen en las torres de los ángulos por columnas de fuste liso y capitel de inspiración jónica que refuerzan el volumen de la torre semicircular. Las columnas y pilastras se elevan desde la balconada que recorre el primer piso, apoyada ésta en ménsulas pétreas de rollo; en las rotondas las ménsulas se engrosan y enriquecen en su diseño con un motivo decorativo de cordón al frente y remate de placa recortada. Los vanos presentan ligera decoración a base de dentículos bajo el dintel, que en los vanos del cuerpo bajo de las torres se sustituye por motivos de hojitas de acanto, que se repiten en el friso que, bajo la balaustrada del piso principal recorre la fachada.
En las fachadas laterales, se utilizan los mismos elementos compositivos y de estilo, pero se introducen vanos que se abren en ritmo de a dos.
La fachada posterior, a partir de un esquema general igual a la principal, se ordena de forma diferente. En este caso se introduce otro ritmo de vanos: con mayor número de vanos, sencillos y de componente vertical, con balcones, etc.; con un vano en cada tramo delimitado por pilastras en el cuerpo principal. También se realizan variaciones en cuanto al estilo adoptado para el diseño de los capiteles y cornisas, y elementos de ornamentación de la fachada en general.